# Hermance Edan
Hermance Edan, née le 21 décembre 1851 à Paris et morte dans cette même ville le 2 mai 1934, est une inventrice et éditrice de jeux de société, active de 1908 à sa mort, en 1934. Elle est surtout connue pour avoir créé et breveté le jeu L’Attaque, qui a connu un grand succès, avant d’être détrôné par son successeur Stratego.

## Biographie
Hermance Edan est née à Paris le 21 décembre 1851, fille d’Antoine-Victor Edan (1801-1864), maître de pension en Picardie, et de sa deuxième épouse, Louise Cécile Gosse (1815-1902), nièce du peintre Nicolas Gosse. Le frère d’Antoine-Victor Edan, et oncle d’Hermance, est Benoît Edan (1803-1871), diplomate, premier consul de France à Shanghai.
On ne sait rien de l’enfance ni de l’éducation d’Hermance Edan avant 1908, quand elle fait une demande de brevet pour un « jeu de bataille avec pièces mobiles sur damier » auprès de l’Office français des brevets. Ce brevet lui est délivré dès l’année suivante. Hermance Edan dépose aussi une demande de brevet en Grande-Bretagne. Ce sera L'Attaque. En 1909, elle participe au fameux concours Lépine, créé par le préfet de la Seine Louis Lépine pour encourager l’innovation. Hermance Edan y expose deux jeux, L'Attaque et une nouveauté, le Vite au but. L'année suivante (1910), elle expose encore deux autres jeux : le Combat naval et L'Oiseau fidèle.
Hermance Edan commence la commercialisation de ses jeux ; elle les vend aux grands magasins (Samaritaine, Louvre, Galeries Lafayette, etc.), dans les magasins de jeux et jouets, à travers les grossistes en jeux.
Ainsi, Hermance Edan est devenue créatrice et éditrice de jeux de société. Avec son beau-frère (qu’elle épousera en 1915, après la mort de sa sœur Nelly), elle figure dans les annuaires dès 1912 sous le nom de « EDAN et RODHAIN, jeux, R. d’Alençon 9 ».
Très tôt, L’Attaque a rencontré un franc succès en Grande-Bretagne. Vers 1920, Hermance Edan passe un accord avec H.P. Gibson and Sons Ltd, pour distribuer son jeu au Royaume-Uni et dans les pays anglophones, ; les jeux viennent alors de France et portent la mention « BSGDG » ; le nom français est conservé. Plus tard, Gibson ajoutera des variantes, telles Dover Patrol, version navale de L'Attaque, Aviation, version aérienne, etc.
Toujours active pendant la première guerre mondiale, Hermance Edan dépose auprès de l’Office national de la propriété industrielle (aujourd’hui INPI), en 1917, un modèle de boîte à cubes. Elle est installée alors 3 avenue du Maine, dans le 15e arrondissement de Paris. Son entreprise figure dans L'Annuaire industriel : répertoire analytique général de l'industrie (Paris, 1925) : « EDAN-RODHAIN, 3 avenue du Maine, Paris, 15e. Jeux de salons. (26-24179). »
Entre-temps, son mari est décédé (en 1920). Elle-même s’éteint le 2 mai 1934 à son domicile (et bureau) de l’avenue du Maine.